# Куангйен
Куангйен (вьет. Quảng Yên) — прибрежный город в провинции Куангнинь на северо-востоке Вьетнама. Административная единица первого порядка.

## География
Город расположен на юго-западе провинции Куангнинь, в географических координатах 20° 45' 06" — 21° 02' 09" северной широты и 106° 45' 30″ — 106° 0' 59" восточной долготы.
Административные границы города Куангйен:
- на востоке — город Халонг и бухта Холонг.
- на западе — район Тхюингуен, город Хайфон.
- на северо-западе — город Уонгби.
- на юго-западе — район Хайан, город Хайфон.
- на юге — район Катхай, город Хайфон.
- на севере — город Халонг.

### Природа
Город Куангйен находится в дельте реки, топографические особенности и земля которой дают городу большой потенциал для развития сельского хозяйства и аквакультуры. Землю в Куангйене можно разделить на три основные группы: равнины, холмы и устьевые аллювиальные почвы. На равнину приходится 44 % площади. Холмы и горы, занимающие 18,3 %, расположены в северной части и состоят в основном из красно-желтой фераллитной почвы на кислых магматических породах и желто-коричневого или желто-серого фералита на сланцевых породах, песчанике, известняке. Аллювиальные почвы, в том числе соленые и песчаные, занимают 37,1 % площади, находятся в прибрежных районах и в устьях рек.
Куангйен имеет типичный для северного побережья Вьетнама тропический муссонный климат с холодной зимой. Сезонов два: жаркое, влажное, дождливое лето (с мая по октябрь) и холодная сухая зима (с ноября по апрель) Среднегодовая температура составляет от 23-24° C, солнечных часов 1700—1800 в год. Среднегодовое количество осадков составляет около 2000 мм, может быть до 2600 мм. 88 % от годового количества осадков приходится на сезон дождей с мая по октябрь, среднегодовое количество дождливых дней — 160—170. Влажность в среднем 81 %, максимум— до 86 % в марте и апреле, минимум — 70 % в октябре и ноябре. Климат Куангйена благоприятен для развития сельского хозяйства, лесного и рыбного хозяйства, а также развития туризма.

## Административное деление
Город Куангйен включает в себя 19 административных единиц общинного уровня, в том числе числе 11 городских кварталов и 8 общин.
| Название                | Площадь (км²) | Население |
| ----------------------- | ------------- | --------- |
| Городские кварталы (11) |               |           |
| Конгхоа                 | 7,66          | 6611      |
| Донгмай                 | 16,83         | 6,582     |
| Хаан                    | 27,11         | 8,297     |
| Миньтхань               | 33,3          | 11,604    |
| Намхоа                  | 9,29          | 5,175     |
| Фонгкок                 | 13,32         | 6,043     |
| Фонгхай                 | 6,03          | 7961      |
| Куангйен                | 5,4           | 20055     |
| Танан                   | 14,45         | 4961      |
| Йензянг                 | 3,73          | 2943      |

| Название   | Площадь (км²) | Население |
| ---------- | ------------- | --------- |
| Йенхай     | 14,6          | 5,261     |
| Общины (8) |               |           |
| Камла      | 4,2           | 4,276     |
| Хоангтан   | 67,5          | 3,109     |
| Хьепхоа    | 9,73          | 8904      |
| Льенхоа    | 35,89         | 7969      |
| Льенви     | 32,58         | 8,676     |
| Шонгкхоай  | 18,39         | 11,098    |
| Тьенан     | 25,93         | 8,720     |
| Тьенфонг   | 16,41         | 1457      |

## История
В 1802 году Нгуен Тхе-то, первый император династии Нгуен, основал город Йенкуанг, чтобы утвердить вьетнамское присутствие на северо-востоке. В 1822 году император Нгуен Тхань-то переименовал город Йенкуанг в Куангйен.
2 июля 1964 года Правительственный совет издал Постановление № 106-СР об изменении статуса города Куангйен с административной единицы первого порядка на городскую общину-комунну района Йенхынг. К концу 2010 года район Йенхынг имел 19 административных единиц, включая город Куангйен и 18 общин.
25 января 2011 года Министерство строительства издало решение 108/QD-BXD, в котором Куангйен был признан городом 4 категории.
25 ноября 2011 года, правительство Вьетнама издало постановление № 100/NQ-CP, формирующее на основе существующего города Куангйен новый город, включающий в себя всю территорию и население района Йенхынг. 10 общин — Конгхоа, Донгмай, Хаан, Миньтхань, Намхоа, Фонгкок, Фонгхай, Танан, Йензянг и Йенхай — вошли в новый Куангйен как городские районы с теми же именами. Таким образом, после своего формирования город Куангйен получил 11 городских кварталов и 8 общин.

## Транспорт

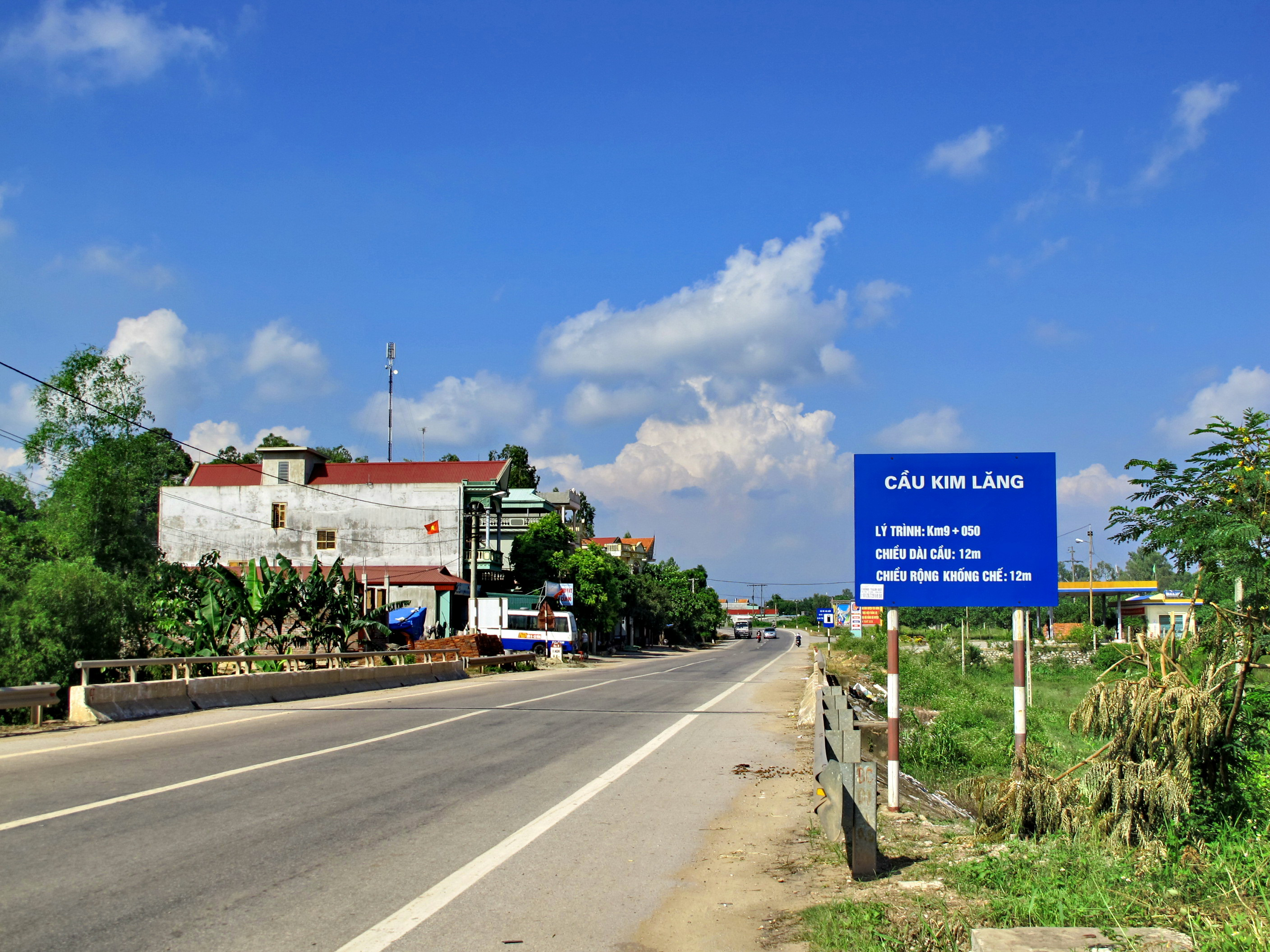
Город Куангйен, Куангнинь, Вьетнам

Здесь проходят национальные автодороги № 10 и № 18, автомагистраль Халонг — Хайфон, железная дорога Йенвьен — Кайлан.

## Экономика
Производство аквакультуры на 2012 год составило более 5680 тонн, из которых выращенные креветки составили более 2300 тонн.
К концу октября 2012 года общий доход бюджета достиг более 208 млрд донгов.

## Туризм
Куангйен считается местом с большим потенциалом для развития туризма. Помимо красивых природных ландшафтов, здесь множество памятников и достопримечательностей, проходят традиционные фестивали. В Куангйене всё еще сохраняется уклад сельскохозяйственной области. Одним из препятствий для развития туризма является неготовность города принимать туристов, прибывающих в город по воде или совершающих круизы. В городе более 200 исторических и культурных достопримечательностей, включая 38 национальных памятников, 12 памятников провинциального уровня. Районы Хыонгхок и Намхоа известны рыбной ловлей с применением традиционных инструментов .